# Liste der Internationalen Meister der Frauen (Verleihung 1951 bis 1960)

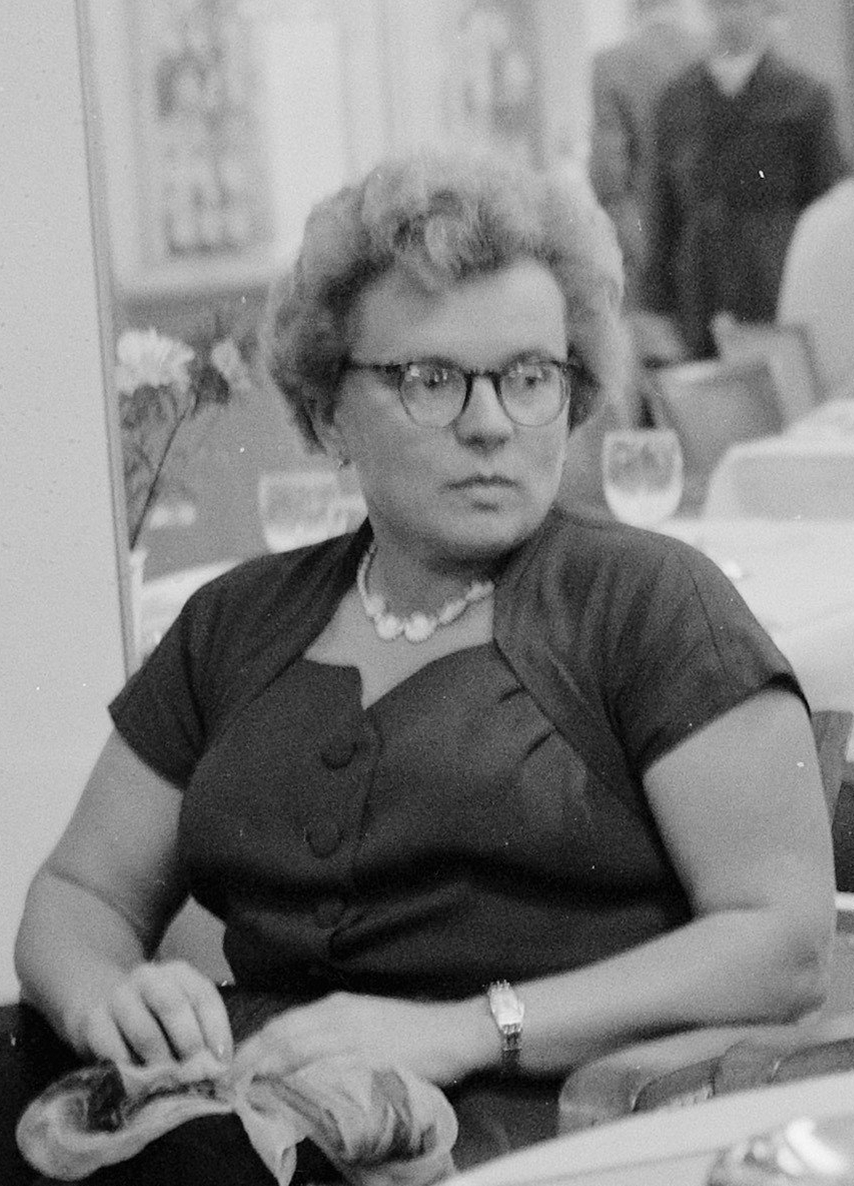
Kira Sworykina spielte 1959 um die Schachweltmeisterschaft der Frauen.

Die Liste der Internationalen Meister der Frauen (Verleihung 1951 bis 1960) führt alle Schachspielerinnen auf, die in den Jahren 1951 bis 1960 vom Weltschachbund FIDE den Titel Internationaler Meister der Frauen (WIM) erhalten haben.
Im März 2024 ist mit Soledad Huguet González noch eine der 26 in diesen Jahren geehrten Spielerinnen am Leben. Elf der 26 Spielerinnen erreichten später den Titel einer Großmeisterin der Frauen, Krystyna Radzikowska (damals Krystyna Holuj) wurde später der Titel einer Ehren-Großmeisterin der Frauen verliehen.

## Legende
Die Tabelle enthält folgende Angaben:
- Name: Nennt den Namen der Spielerin.
- Jahr: Nennt das Jahr, in dem der Spielerin der WIM-Titel verliehen wurde.
- Land: Nennt das Land, für das die Spielerin zum Zeitpunkt der Titelverleihung spielberechtigt war.
- Lebensdaten: Nennt das Geburtsjahr und gegebenenfalls das Sterbejahr der Spielerin.
- WGM: Gibt für Spielerinnen, die später zur Großmeisterin der Frauen ernannt wurden, das Jahr der Verleihung an.
- HWGM: Gibt für Spielerinnen, die später zur Ehrengroßmeisterin der Frauen ernannt wurden, das Jahr der Verleihung an.
- weitere Verbände: Gibt für Spielerinnen, die früher oder später für mindestens einen anderen Verband spielberechtigt waren, diese Verbände mit den Zeiträumen der Spielberechtigung (sofern bekannt) an. Wechsel zu einem Nachfolgestaat sind berücksichtigt, sofern die Spielerin zu diesem Zeitpunkt noch schachlich aktiv war.

## Liste
| Name                     | Jahr | Land                       | Lebensdaten | WGM  | HWGM | weitere Verbände                                      |
| ------------------------ | ---- | -------------------------- | ----------- | ---- | ---- | ----------------------------------------------------- |
| Mary Bain                | 1952 | Vereinigte Staaten         | 1904–1972   |      |      |                                                       |
| Celia Baudot de Moschini | 1954 | Argentinien                | 1910–2006   |      |      |                                                       |
| María Berea de Montero   | 1952 | Argentinien                | 1914–1983   |      |      |                                                       |
| Rowena Mary Bruce        | 1951 | England                    | 1919–1999   |      |      |                                                       |
| Berna Carrasco           | 1954 | Chile                      | 1914–2013   |      |      |                                                       |
| Květa Eretová            | 1957 | Tschechoslowakei           | 1926–2021   | 1986 |      | Tschechien (seit 1993)                                |
| Josefa Gurfinkel         | 1954 | Sowjetunion                | 1919–1997   |      |      |                                                       |
| Krystyna Hołuj           | 1954 | Polen                      | 1931–2006   |      | 1984 |                                                       |
| Soledad Huguet           | 1957 | Argentinien                | 1934        |      |      |                                                       |
| Olga Ignatjewa           | 1952 | Sowjetunion                | 1920–1999   | 1978 |      |                                                       |
| Antonia Iwanowa          | 1954 | Bulgarien                  | 1930–2004   | 1983 |      |                                                       |
| Verica Jovanović         | 1954 | Jugoslawien                | 1929–2023   | 1977 |      |                                                       |
| Éva Kertész              | 1955 | Ungarn                     | 1922–1995   | 1982 |      |                                                       |
| Lisa Lane                | 1959 | Vereinigte Staaten         | 1938?–2024  |      |      |                                                       |
| Milunka Lazarević        | 1954 | Jugoslawien                | 1932–2018   | 1976 |      | Serbien und Montenegro (2003–2006), Serbien (ab 2006) |
| Alexandra Nicolau        | 1960 | Rumänien                   | 1940–2013   | 1977 |      | Niederlande (ab 1975)                                 |
| Maria Pogorevici         | 1957 | Rumänien                   | 1932–2005   | 1985 |      |                                                       |
| Elisabeta Polihroniade   | 1960 | Rumänien                   | 1935–2016   | 1982 |      |                                                       |
| Salome Reischer          | 1952 | Österreich                 | 1899–1980   |      |      |                                                       |
| Friedl Rinder            | 1957 | Bundesrepublik Deutschland | 1905–2001   |      |      |                                                       |
| Salme Rootare            | 1957 | Sowjetunion                | 1913–1987   |      |      | Estland (bis 1940)                                    |
| Elaine Saunders          | 1957 | England                    | 1926–2012   |      |      |                                                       |
| Růžena Suchá             | 1954 | Tschechoslowakei           | 1907–1989   |      |      |                                                       |
| Anne Sunnucks            | 1954 | England                    | 1927–2014   |      |      |                                                       |
| Kira Sworykina           | 1952 | Sowjetunion                | 1919–2014   | 1977 |      | Russland (1992–1993, ab 2000), Belarus (1993–2000)    |
| Larissa Volpert          | 1954 | Sowjetunion                | 1926–2017   | 1977 |      |                                                       |